# Gee Bee
Gee Bee è un videogioco arcade, di tipo rompicapo. Uscito nel 1978, è in assoluto il primo titolo della Namco e porta la firma di Tohru Iwatani, che l'anno dopo ha realizzato due sequel, Bomb Bee e Cutie Q. Ognuno di essi è un clone di Breakout: Gee Bee si configura come un incrocio tra Breakout e un flipper.